# János Pilinszky

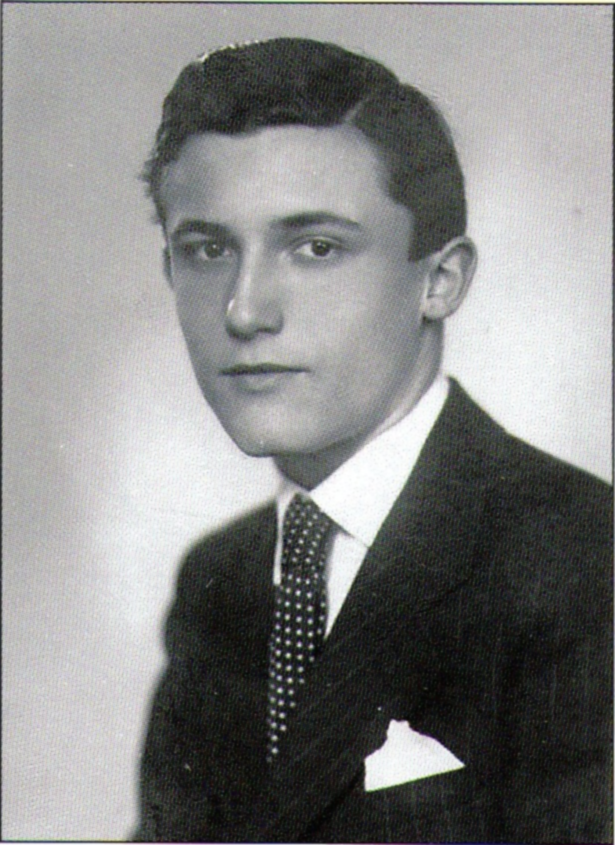
János Pilinszky

János Pilinszky [ˈjaːnoʃ ˈpilinski] (* 27. November 1921 in Budapest; † 27. Mai 1981 ebenda) war ein ungarischer Dichter und Publizist. 

## Leben und Werk
Pilinszky kam aus einer Intellektuellenfamilie und besuchte in Budapest das Piaristengymnasium. In den Jahren 1938 und 1939 erschienen seine ersten Gedichte. Als ungarischer Soldat kam er im deutschen Dorf Harbach in Gefangenschaft und in ein Konzentrationslager, dessen Erfahrung sein Werk nachhaltig beeinflusste. 1946–1948 war Pilinszky Mitarbeiter von Újhold. 1947/1948 unternahm er eine Studienreise nach Rom. 
Zwischen 1949 und 1956 konnte Pilinszky keines seiner Werke in Ungarn publizieren. Ab 1957 war er Mitarbeiter der katholischen Wochenzeitschrift Új Ember. Seit Anfang der 1960er Jahre unternahm der Dichter zahlreiche Reisen nach Westeuropa. Ted Hughes übersetzte seine Gedichte in die englische Sprache. Pilinszky erfreut sich großer Verehrung. Der ungarische Komponist György Kurtág verarbeitete seine Gedichte musikalisch.

## Würdigungen

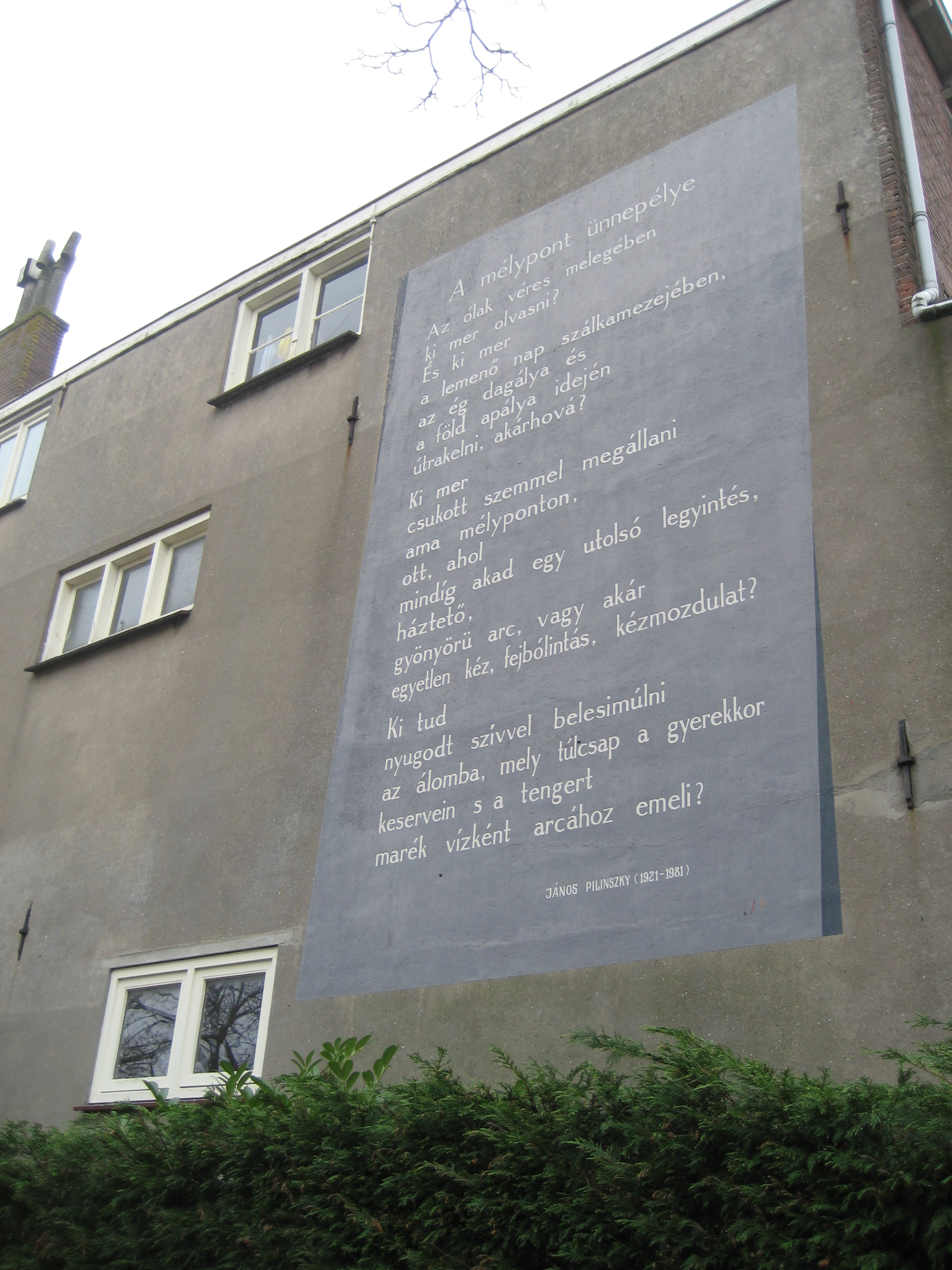
Gedicht A mélypont ünnepélye in Leiden

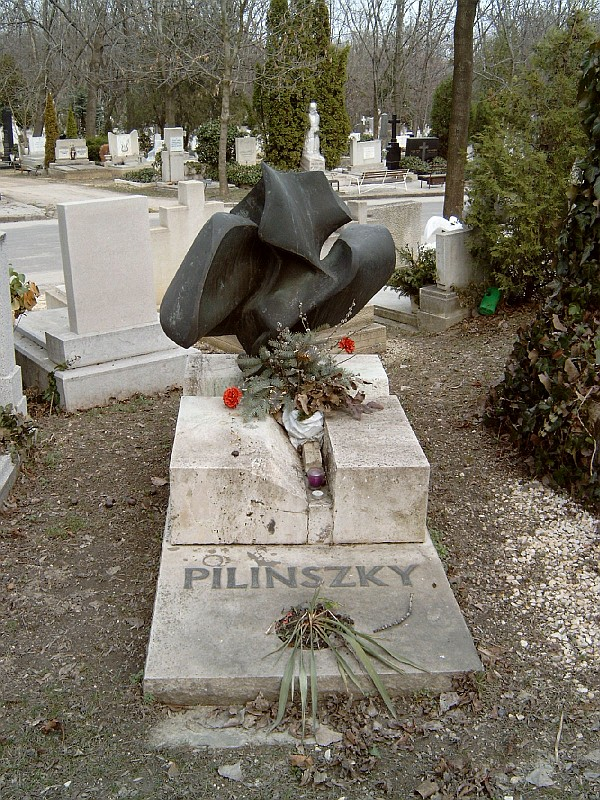
Grab auf dem Farkasréti temető: 22-1-94.

Der Literaturkritiker Miklós Szabolcsi schrieb: „Pilinszky ist verwandt mit denen, die der Faschismus in die Einsamkeit gestoßen hat und die seither an der Sinnlosigkeit des Lebens leiden.“
Imre Kertész, Nobelpreisträger für Literatur 2002, würdigte ihn auch in seiner Ansprache: „Das wirkliche Problem Auschwitz besteht darin, daß es geschehen ist und daß wir an dieser Tatsache mit dem besten, aber auch mit dem schlechtesten Willen nichts ändern können. Der katholische ungarische Dichter János Pilinszky hat diese schwierige Situation vielleicht am genauesten bezeichnet, als er sie einen ‚Skandal‘ nannte; und damit meinte er ganz offenkundig die Tatsache, daß Auschwitz sich im christlichen Kulturkreis ereignet hat und somit für den metaphysischen Geist unverwindbar ist.“

## Bücher
- Trapéz és korlát (1946)
- Aranymadár (1957)
- Harmadnapon (1959)
- Rekviem (1964)
- Nagyvárosi ikonok (1970)
- Szálkák (1972)
- Végkifejlet (1974)
- A nap születése (1974)
- Szálkák (1975)
- Tér és kapcsolat (1975)
- Kráter (1976)
- Beszélgetések Sheryl Suttonnal (1977)
- Válogatott művei (1978)

## Bücher im Ausland
- Großstadt-Ikonen. Ausgewählte Dichtungen und Essays (1971), ISBN 3-7013-0458-0
- Poems, (1972), Verlag Carcanet P, ISBN 0-85635-004-4
- Selected Poems, (1976), Verlag Carcanet P, ISBN 0-85635-188-1
- Desert of Love, Verlag Anvil Press Poetry, ISBN 0-85646-177-6
- Conversations with Sheryl Sutton: The Novel of a Dialogue. (1992) Riverdale-on-Hudson: Sheep Meadow-Carcanet, 1992
- Lautlos gegen die Vernichtung (2000), Amman Verlag, ISBN 3-250-10062-5

## Auszeichnungen
- 1947: Baumgarten-Preis
- 1971: Attila-József-Preis
- 1980: Kossuth-Preis
- 2022: Benennung eines Asteroiden nach ihm: 562446 Pilinszky

## Bibliografie
- László Fülöp: Pilinszky János. Budapest: Akadémiai Kiadó, 1977.
- In memoriam Pilinszky. Budapest: Officina Nova Kiadó, 1989.
- János Pilinszky: Même dans l’obscurité (traduit par Lorand Gaspar et Sarah Clair). Paris: La Différence, 1991, préface de Lorand Gaspar, p. 7–17. ISBN 2-7291-0616-2
- Tibor Tüskés: Pilinszky János alkotásai és vallomásai tükrében. Budapest: Szépirodalmi Könyvkiadó, 1996.